# Eutrichesis punctatus
Eutrichesis punctatus är en skalbaggsart som beskrevs av Waterhouse 1882. Eutrichesis punctatus ingår i släktet Eutrichesis och familjen Melolonthidae. Inga underarter finns listade i Catalogue of Life.